# Marco Solfrini
Marco Solfrini (Bréscia, 30 de janeiro de 1958 - Pádua, 24 de março de 2018) foi um basquetebolista italiano que integrou a seleção italiana que conquistou a medalha de prata disputada nos XXII Jogos Olímpicos de Verão realizados em Moscou em 1980.